# Morena (partito politico)
Il Movimento Rigenerazione Nazionale (spagnolo: Movimiento Regeneración Nacional), meglio conosciuto con l'acronimo di Morena, è un partito politico messicano, fondato da Andrés López Obrador il 2 ottobre 2011 come movimento associazionistico e registrato ufficialmente il 1º agosto 2014. Di ispirazione populista e riformista, è membro del Forum di San Paolo ed è attivo attraverso 15 comitati esteri anche in Europa e Nord America.

## Storia

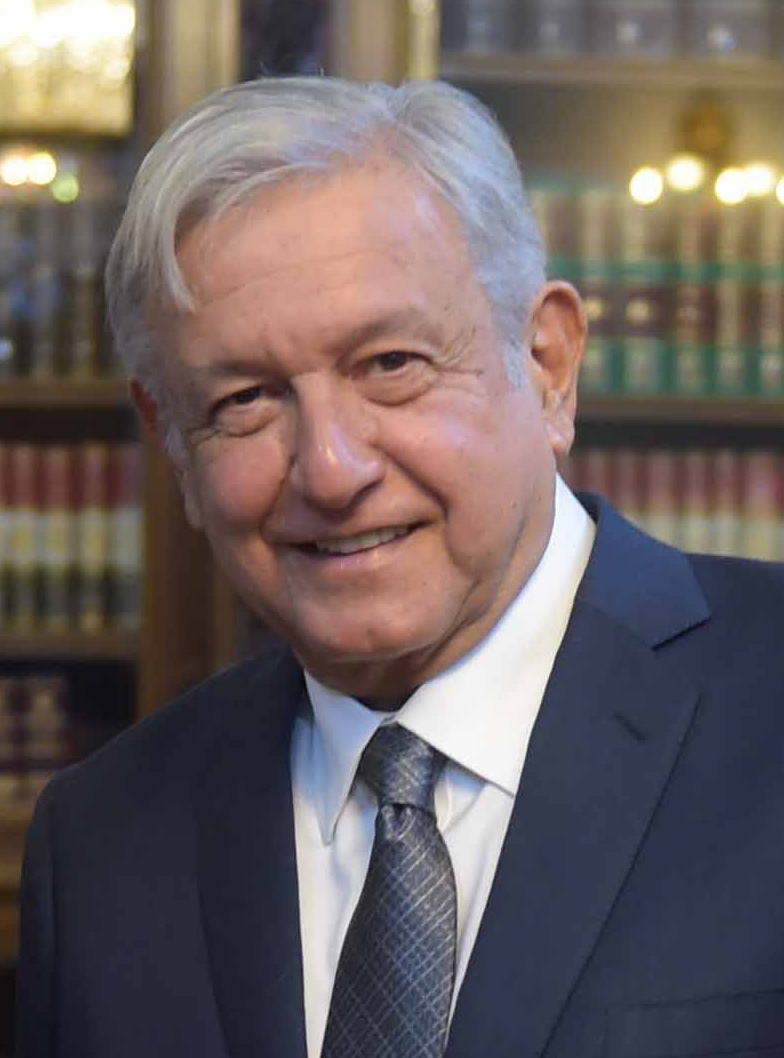
Andrés Manuel López Obrador, fondatore di Morena e 65° presidente del Messico

Il 2 aprile 2011, López Obrador ha creato l'associazione civile Morena, al fine di coordinare la sua campagna presidenziale per le elezioni del 2012.
Dopo la sconfitta di López Obrador nel luglio 2012, ci furono crescenti discordie con il suo Partito della Rivoluzione Democratica (PRD), specie in merito alla questione della privatizzazione energetica, nella quale il PRD aveva assunto una posizione moderata e vaga. In risposta a quella che considerava un'ormai debolezza del partito, López Obrador abbandonò il PRD e convocò per il 20 novembre 2012 il 1º Congresso nazionale di Morena. In quest'occasione, Morena non adottò la dicotomia di "partito" ma adottò invece quella di "movimento politico". Il 26 gennaio 2014, al fine di partecipare alle elezioni, Morena fece richiesta all'Istituto Federale Elettorale (IFE) per essere inserita nel registro elettorale. A causa della sostituzione nello stesso anno dell'IFE con l'Istituto Nazionale Elettorale (INE), solo il 9 luglio una commissione riconobbe Morena come un partito effettivo, riconoscendogli un finanziamento pubblico e permettendogli di partecipare alle elezioni congressuali del 2015.
Nel 2015, nonostante il deludente risultato, poco più dell'8% dei voti e 35 seggi alla Camera, Morena riesce ad affermarsi come 4° partito politico del Messico. Nella medesima tornata, riesce a vincere 18 dei 40 seggi dell'Assemblea Legislativa di Città del Messico, diventando il primo partito della capitale.
Dopo aver annunciato la sua candidatura presidenziale per le elezioni del 2018, López Obrador si è focalizzato sul costruire una coalizione che lo supportasse. Dopo aver ottenuto l'appoggio del Partito del Lavoro (PT) il 24 giugno 2017, ci sono state speculazioni circa una coalizione di centrosinistra guidata da Morena che includesse anche PT, PRD ed il Movimento Cittadino (MC). Tuttavia, a causa delle divisioni politiche a livello statale e precedenti dissapori, López Obrador ha respinto l'idea di un'alleanza con PRD e MC. Nel novembre 2017, López Obrador e Hugo Eric Flores, leader del Partito di Incontro Sociale (PES), hanno annunciato che erano in trattativa per siglare un'alleanza elettorale.
Il 13 dicembre 2017 è stata ufficializzata la coalizione tra Morena, PT e PES, denominata Juntos Haremos Historia ("Insieme faremo la storia"). L'alleanza ha ricevuto critiche per l'associazione di due partiti di sinistra (Morena e PT) con uno di destra (PES), portando il segretario di Morena Yeidckol Polevnsky ad affermare che Morena crede nell'inclusione e che tutti i partiti concordavano sul programma. Nello stesso giorno López Obrador ha presentato la sua terza candidatura alla presidenza messicana, promettendo che in caso di vittoria il suo gabinetto di governo sarebbe stato composto da 8 donne e 8 uomini, rendendo pubblica la lista dei suoi ministri.
Nonostante le controversie, le elezioni presidenziali e parlamentari del 2018 hanno premiato la coalizione: con il 53,2% dei voti López Obrador è stato eletto con una grande maggioranza presidente del Messico, entrando in carica il 1º dicembre 2018. Contemporaneamente, nel Congresso dell'Unione la coalizione ha ottenuto 308 seggi alla Camera e 69 seggi al Senato, di cui Morena esprime 259 su 500 deputati e 59 su 128 senatori.
Nell'agosto 2019 Morena si è ulteriormente confermato a livello locale vincendo le elezioni statali di Città del Messico, Chiapas, Puebla, Tabasco e Veracruz. Nel 2020 Citlalli Hernández è subentrata a Yeidckol Polevnsky come segretaria del movimento.
Nel 2024 il partito ha eletto la segretaria Luisa Maria Alcalde come suo leader. 

## Risultati elettorali
| Elezione          | Elezione | Voti             | %                | Seggi            |
| ----------------- | -------- | ---------------- | ---------------- | ---------------- |
| Parlamentari 2015 | Camera   | 3 346 303        | 8,4              | 35 / 500         |
| Parlamentari 2015 | Senato   | Elezioni assenti | Elezioni assenti | Elezioni assenti |
| Parlamentari 2018 | Camera   | 20 790 623       | 37,3             | 191 / 500        |
| Parlamentari 2018 | Senato   | 21 256 238       | 37,5             | 55 / 128         |
| Parlamentari 2021 | Camera   |                  |                  |                  |
| Parlamentari 2021 | Senato   | Elezioni assenti | Elezioni assenti | Elezioni assenti |
| Parlamentari 2024 | Camera   |                  |                  |                  |
| Parlamentari 2024 | Senato   |                  |                  |                  |

| Elezione           | Candidato            | Voti       | %     | Esito       |
| ------------------ | -------------------- | ---------- | ----- | ----------- |
| Presidenziali 2018 | Andrés López Obrador | 30.113.483 | 53,2  | ✔️ Eletta/o |
| Presidenziali 2024 | Claudia Sheinbaum    | 35.924.519 | 61,18 | ✔️ Eletta/o |